# Billionaires’ Row (Manhattan)
A Billionaires’ Row (Milliárdossor) Manhattan középső részén, nagyjából a Central Park déli oldalát szegélyező ultraluxus lakó-felhőkarcolók csoportja New Yorkban. Mivel ezeknek a 2010-es évek második felére megépült, ill. még építés alatt álló ceruzaszerűen magasló tornyoknak többsége az 57. utcán áll, így a terminust magára az utcára is használják.

## Leírása
Megítélések szerint a Billionaires’ Row egyike a világ legdrágább lakóingatlanjait felmutató körzeteinek. Az egyik első átadott felhőkarcoló, a One57 épületének felső duplexét 2015-ben az addig New Yorkban eladott legdrágább apartmanként jegyzik. Három, illetve négy szintet is kitöltő rezidenciákat is kialakítottak a felhőkarcolókban, az egymás után eladott apartmanok sorra döntik az addig New Yorkban eladott ingatlanok árait.
A Milliárdossor épületei 2016-ban gyéren lakottak voltak, egy részük ingatlanbefektetésként került eladásra. Egy 2016-os, az USA Treasury Department által tett bejelentése szerint vizsgálatot indítanak a több milliárd dolláros értékű eladások körül, különösen a készpénzben történt fizetések esetében, vizsgálva az esetleges pénzmosás lehetőségét.
A Billionaires’ Row felhőkarcolóiról az átlagemberek számára nincs hozzáférhető, közvetlen kilátás a Central Parkra, egyik épület sem tartalmaz tetején kilátót, ellentétben a Rockefeller Center, a Empire State Building, vagy a One World Trade Center tornyaival.

## Épületek
| Címe                   | Épület neve            | Építkezés kezdete | Építkezés befejezése | Épület magassága | Fotó |
| ---------------------- | ---------------------- | ----------------- | -------------------- | ---------------- | ---- |
| Nyugati 57. utca 157   | One57                  | 2009 április      | 2014                 | 1005 láb (306 m) |      |
| Park Avenue 432        | 432 Park Avenue        | 2011 szeptember   | 2015. december 23    | 1397 láb (426 m) |      |
| Keleti 57. utca 252    | 252 East 57th Street   | 2013              | 2016                 | 712 láb (217 m)  |      |
| Nyugati 57. utca 111   | 111 West 57th Street   | 2014/15           | 2021-re várható      | 1438 láb (438 m) |      |
| Nyugati 57. utca 225   | Central Park Tower     | 2014              | 2021-re várható      | 1550 láb (470 m) |      |
| Central Park South 220 | 220 Central Park South | 2015              | 2019                 | 952 láb (290 m)  |      |
| Nyugati 53. utca 53    | 53W53                  | 2014              | 2019                 | 1050 láb (320 m) |      |
| Park Avenue 520        | 520 Park Avenue        | 2015              | 2018                 | 781 láb (238 m)  |      |

## További információ
- Betekintés a New York-i milliárdosok világába
- Photographer cons her way into Manhattan Billionaires’ Row penthouses - New York Post